# Шивки
Ши́вки (рос. Шивки) — село у складі Нерчинського району Забайкальського краю, Росія. Входить до складу Приісковського міського поселення.

## Населення
Населення — 168 осіб (2010; 176 у 2002).
Національний склад (станом на 2002 рік):
- росіяни — 98 %